# 4222 Nancita
4222 Nancita (1988 EK1) là một tiểu hành tinh vành đai chính được phát hiện ngày 13 tháng 3 năm 1988, bởi Eleanor F. Helin ở Palomar.